# Lac des Arcs (Alberta)
Pour les articles homonymes, voir Arc.
Lac des Arcs est un hameau (hamlet) de Bighorn No 8, situé dans la province canadienne d'Alberta.

## Démographie
En tant que localité désignée dans le recensement de 2011, Lac des Arcs a une population de 144 habitants dans 64 de ses 111 logements, soit une variation de 13,4 % par rapport à la population de 2006. Avec une superficie de 0,527 6 km2, le hameau possède une densité de population de 272,934 0 hab/km2 en 2011.
Concernant le recensement de 2006, Lac des Arcs abritait 127 habitants dans 51 de ses 82 logements. Avec une superficie de 0,384 5 km2, le hameau possédait une densité de population de 330,3 hab/km2 en 2006.